# 王华杰 (1976年)
王华杰（1976年4月—），河南鹿邑人，中华人民共和国政治人物。1999年9月参加工作。中国青年政治学院青少年工作系毕业。

## 生平
1995年9月，在中国青年政治学院青少年工作系学习。1999年9月，进入共青团中央，历任机关干部（1999年9月），青工部机关事业处干事（2000年7月），青工部企业处副科级干事（2002年7月），青工部机关事业处正科级干事（2003年7月），共青团中央直属机关团委副书记（副处）（2004年8月），直属机关团委书记（副处）（2005年11月），中央直属机关团委书记（正处）（2006年4月）。
2007年7月，任共青团中央直属机关团委书记（正处），中共青海省西宁市大通县委常委、副县长。2009年11月，任果洛州副州长。2013年5月，任共青团青海省委副书记。2015年7月，任共青团青海省委书记。
2018年8月，任中共玉树州委副书记，州委秘书长、统战部部长；2020年8月，任中共海北州委副书记、政法委书记；
2021年4月，任海东市人民政府市长。